# Distrito IV (Managua)
El Distrito IV es uno de los 7 distritos que se encuentra dividida la ciudad de Managua, Nicaragua. En el año 2011 tenía una población de 143 589 habitantes y una densidad poblacional de 13 053,5 personas por km². El distrito fue creado el 26 de junio de 2009 bajo la ordenanza municipal N.º 03-2009.

## Geografía
El Distrito IV se encuentra ubicada en las coordenadas 12°08′53″N 86°15′08″O / 12.147921, -86.252316.
| Noroeste: Lago Xolotlán | Norte: Lago Xolotlán | Noreste: Lago Xolotlán |
| Oeste: Distrito I       |                      | Este: Distrito VI      |
| Suroeste: Distrito I    | Sur: Distrito V      | Sureste: Distrito VII  |